# ناظر (لقب)
ناظر لقب يشير إلى المشرف بالمعنى العام. في الإسلام، هو المصطلح العادي لمدير الوقف.
تم استخدام اللقب في مصر لرؤساء الإدارات والهيئات الحكومية قبل اعتماد نظام وزاري حديث. كان مرادفًا للمفتش أو المشرف أو المتحكم.
في مصر، يمكن استخدامه أيضًا لمديري أو مديرات الشركات التجارية.
في السودان الإنجليزي المصري، تم استخدام اللقب للمسؤول عن تقسيم مقاطعة. عادة ما كان رئيس قبلي. ناظر كان لقبًا سودانيًا تقليديًا وراثيًا عادة لرئيس اتحاد قبلي. وتم استخدامه للمسؤولين ذوي الرتب الدنيا في الجزيرة.